# Nemesio Lazzari
Nemesio Lazzari (ur. 7 maja 1915 w Terracina prowincja Latina, zm. 4 stycznia 1980) – włoski bokser, medalista mistrzostw Europy.
Uczestnicząc w Mistrzostwach Europy w Dublinie 1939 roku, wywalczył srebrny medal w kategorii ciężkiej.